# Козловское сельское поселение (Чувашия)
Козло́вское се́льское поселе́ние (чув. Козловка ял тӑрӑхӗ) — муниципальное образование в Порецком районе Чувашской Республики Российской Федерации.
Административный центр — село Козловка.

## История
История населённых пунктов Козловского сельского поселения начинается с железного века. Об этом свидетельствуют археологические исследования, результаты которых закреплены постановлением Совета Министров Чувашской Республики от 29 октября 1993 г. N 372
В 1928 году в селе Тихомирове был обнаружен клад, который состоял из 500 монет времен от Тохты до ханов смуты. По своей принадлежности он тянет к мордовским землям. Оценен Фёдоровым-Давыдовым.
Новая история края начинается с заселения берегов Суры после взятия Казани Иваном Грозным. Освоение земель служилыми людьми, которые несли тяготы охраны рубежей Русского государства.
Согласно писцовым книгам воеводы Василия Змеева 1621 года упоминается село Козловка, деревня Колычовка, деревня Устимовка.
Статус и границы сельского поселения установлены Законом Чувашской Республики от 24 ноября 2004 года № 37 «Об установлении границ муниципальных образований Чувашской Республики и наделении их статусом городского, сельского поселения, муниципального района и городского округа»

## Население
| 2010 | 2012 | 2013 | 2014 | 2015 | 2016 | 2017 |
| ---- | ---- | ---- | ---- | ---- | ---- | ---- |
| 935  | ↘919 | ↘907 | ↘882 | ↘880 | ↘861 | ↘842 |
| 2018 | 2019 | 2020 | 2021 |      |      |      |
| ↘828 | ↘827 | ↘795 | ↘784 |      |      |      |

## Состав сельского поселения
| № | Населённый пункт | Тип населённого пункта       | Население |
| - | ---------------- | ---------------------------- | --------- |
| 1 | Козловка         | село, административный центр | →258      |
| 2 | Мачкасы          | деревня                      | →105      |
| 3 | Ряпино           | село                         | →433      |
| 4 | Устиновка        | деревня                      | →139      |

## Местное самоуправление
Главой поселения является Андреев Аркадий Иванович.